# أبيل بوير
أبيل بوير (بالفرنسية: Abel Boyer)‏ هو صحفي فرنسي، ولد في 13 يونيو 1667 في كاستر في فرنسا، وتوفي في 16 نوفمبر 1729 في تشيلسي في المملكة المتحدة.